# Call on Me (Ryan Riback remix)
Call on Me is een nummer van de Australische zangeres Starley uit 2016. 
Naar eigen zeggen schreef Starley het nummer als een aanmoediging, in een tijd waarin ze niet goed in haar vel zat. "Call on Me" werd geremixt door de Australische dj Ryan Riback. Zijn versie van het nummer werd een grote hit in Oceanië en Europa. Zowel in Australië als in de Vlaamse Ultratop 50 haalde deze remix de 8e positie. In de Nederlandse Top 40 wist het de 3e positie te behalen.